# Граббе, Александр Николаевич
Алекса́ндр Никола́евич Гра́ббе (12 февраля 1864, Санкт-Петербург — 5 июля 1947) — русский военный деятель, генерал-майор Свиты (1914).

## Биография

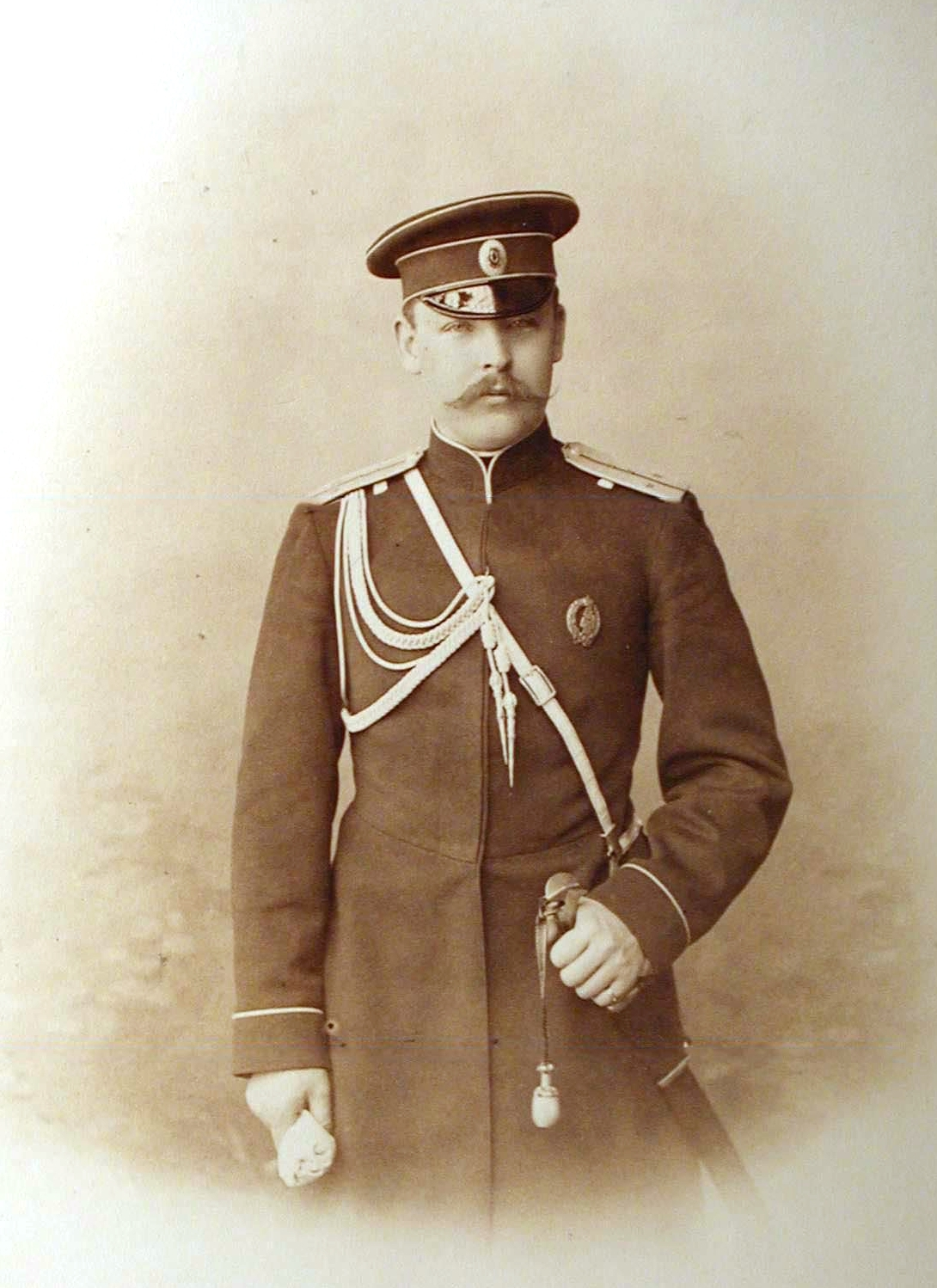
Александр Николаевич Граббе

Сын графа Николая Павловича Граббе и графини Александры Фёдоровны Орловой-Денисовой (1837—1892). Окончил Пажеский корпус в 1887 году. Выпущен корнетом в лейб-гвардии Казачий полк. В 1901 году ему разрешено присоединить к своей фамилии фамилию своей бабушки Елисаветы Алексеевны Никитиной (1817—1898), которая была единственной дочерью генерала от кавалерии Алексея Петровича Никитина, и стал именоваться графом Граббе-Никитиным.
Участвовал в путешествии 1889—1891 годов по Индийскому океану в качестве адъютанта великих князей Александра и Сергея Михайловичей. С 25 июня 1897 по 3 января 1910 года — адъютант великого князя Михаила Николаевича. В 1911 году временно командовал лейб-гвардии Казачьим полком. В 1914 году произведён в чин генерал-майора (пр. 1914; ст. 02.01.1914; за отличие), с зачислением в Свиту Его Императорского Величества. 2 января 1914 года назначен командующим Собственным конвоем Его Величества Николая II, оставался на этом посту до самого свержения монархии.
Во время февральской революции, опасаясь ареста, уехал на Кавказ. 22 марта 1917 года уволен со службы по болезни с мундиром и пенсией. Затем — в эмиграции: Константинополь, Германия, Монте-Карло, с 1940 — в США.
В 1984 году в США вышла изданная его наследниками книга «The Private World of the Last Tsar: In the Photographs and Notes of General Count Alexander Grabbe», содержащая фотографии Николая II и его семьи, сделанные Александром Граббе. 
А.Н. Габбе владел домом в Санкт-Петербурге. Современный адрес ул. Моховая, 26.

## В воспоминаниях современников

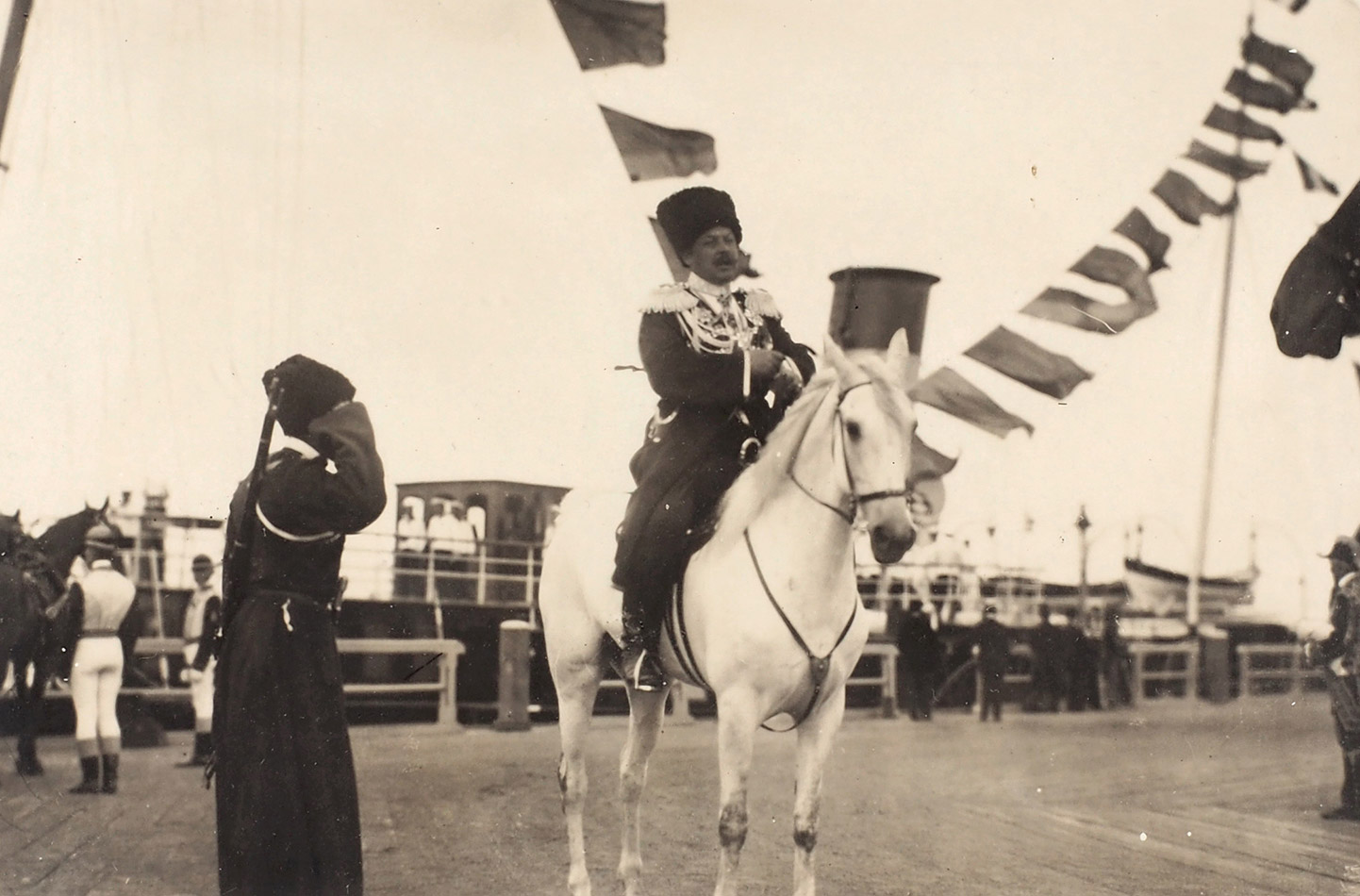
Командир конвоя Свиты генерал-майор А. Н. Граббе. 1914-1916 гг.

Протопресвитер Георгий Шавельский:

Командир Конвоя, гр. А. Н. Граббе, одним своим видом выдавал себя. Заплывшее жиром лицо, маленькие, хитрые и сладострастные глаза; почти никогда не сходившая с лица улыбка; особая манера говорить — как будто шёпотом. Все знали, что Граббе любит поесть и выпить, не меньше — поухаживать, и совсем не платонически. Слыхал я, что любимым его чтением были скабрезные романы, и лично наблюдал, как он, при всяком удобном и неудобном случае, переводил речь на пикантные разговоры. У Государя, как я заметил, он был любимым партнёром в игре в кости. Развлечь Государя он, конечно, мог. Но едва ли он мог оказаться добрым советником в серьёзных делах, ибо для этого у него не было ни нужного ума, ни опыта, ни интереса к государственным делам. Кроме узкой личной жизни и удовлетворения запросов «плоти», его внимание ещё приковано было к его смоленским имениям, управлению которыми он отдавал много забот.— 